# Goniaea angustipennis
Goniaea angustipennis är en insektsart som beskrevs av Sjöstedt 1920. Goniaea angustipennis ingår i släktet Goniaea och familjen gräshoppor. Inga underarter finns listade i Catalogue of Life.